# Museo de Arte Sacro de Bilbao
El Museo Diocesano de Arte Sacro de Bilbao (en euskera: Bilbo Eleiz Museoa) expone obras artísticas y antigüedades del patrimonio eclesiástico de la provincia de Vizcaya. 
La institución se fundó en 1961 y pasó por varias ubicaciones; la actual es el antiguo Convento de la Encarnación fundado en 1513 por religiosas dominicas en el barrio bilbaíno de Atxuri. Fue remozado y abierto al público como museo en 1995. 

## Colección

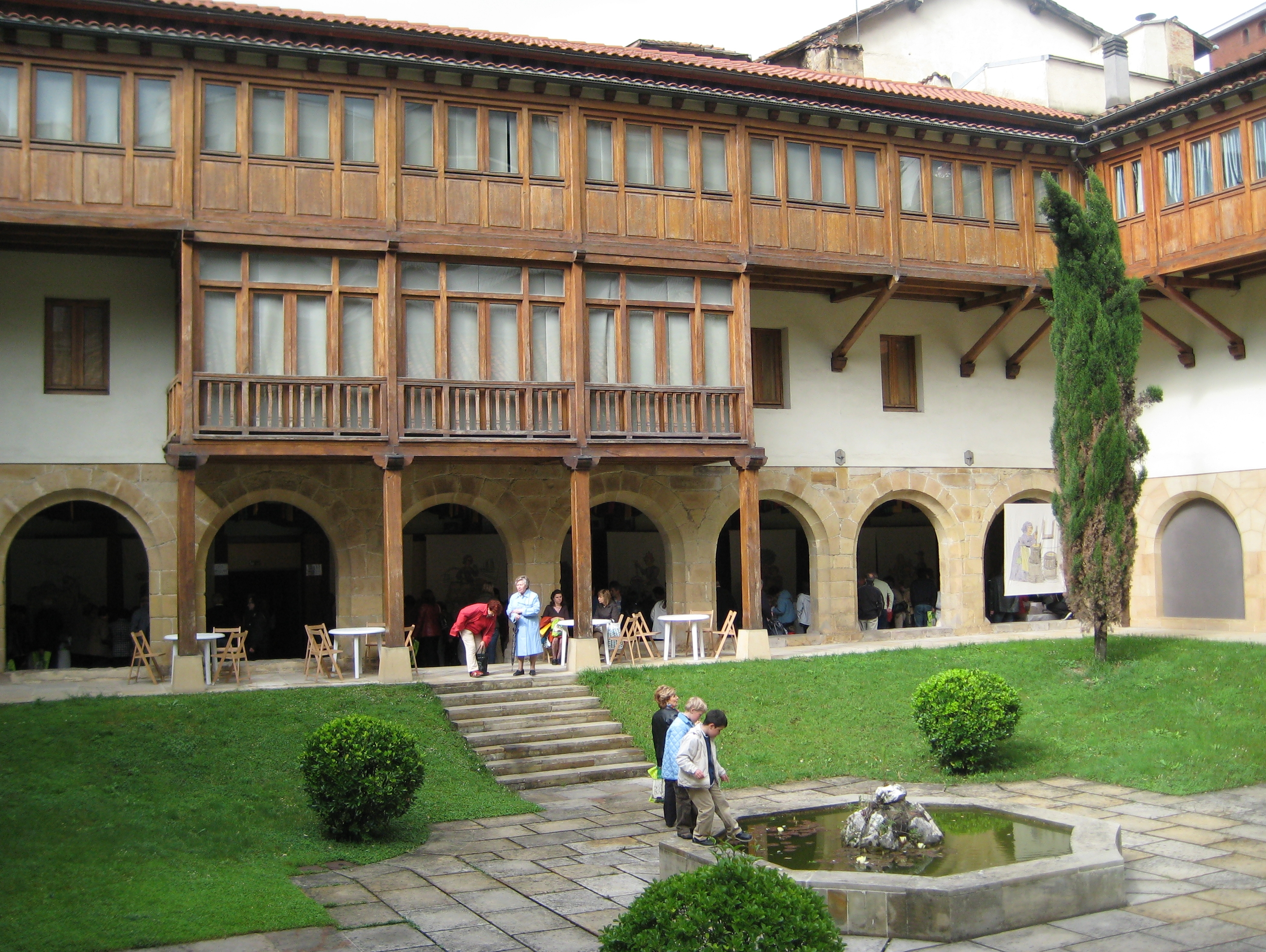
Claustro del convento de la Encarnación de Bilbao, actualmente incluido en el Museo de Arte Sacro

Debido a razones de seguridad y conservación, son muchas las imágenes religiosas y objetos litúrgicos de iglesias vizcaínas que se han recopilado en este museo; contiene centenares de piezas de gran valor artístico desde la Edad Media hasta nuestros días. La colección consta de más de 2000 piezas, de las cuales cerca de 500 se hallan en exposición permanente. Abarcan desde el siglo XII hasta el XX, aunque hay también algunos materiales de carácter arqueológico que se remontan hasta el siglo III.
La exposición se organiza en tres grandes apartados: escultura-pintura, orfebrería y ornamentos (vestiduras). En cada uno de estos bloques se ordenan las piezas siguiendo un criterio cronológico-estilístico. La segunda planta está dedicada a manifestaciones del arte religioso a través de la historia y de los estilos, sobre todo esculturas y pinturas; no ignora el arte religioso contemporáneo, al cual dedica una sala. 
En el ámbito de la pintura, probablemente la pieza más valiosa es un monumental Martirio de santa Lucía, de más de dos metros de altura, pintado por Luis Paret para una iglesia de Larrabetzu. Obra inusual en Paret por su gran formato, sobresalió en la exposición Paret en Bilbao. Arte sacro y profano que en 2021 compartieron este centro y el Museo de Bellas Artes, y al año siguiente fue incluida en la antológica sobre Paret en el Museo del Prado. Junto a un ciclo de quince lienzos sobre la vida de Cristo debidos al taller de Luca Giordano, se conservan óleos de Pierre Mignard (La visión de san Agustín, 1670), Antonio Carnicero (Inmaculada Concepción, 1769), Julio Romero de Torres, Valentín de Zubiaurre y Genaro Urrutia; así como una gran Virgen con el Niño en madera policromada, obra de Luis Salvador Carmona, y esculturas de artistas del siglo XX como Quintín de Torre, Joaquín Lucarini y Vicente Larrea.
En múltiples vitrinas se despliega un deslumbrante muestrario de ajuar en plata y piedras preciosas: cálices, custodias, coronas votivas de esculturas marianas... Hay que destacar la platería anterior al siglo XIX, pues es relativamente rara al haberse perdido en un gran porcentaje por los avatares bélicos y las crisis económicas. Llama la atención un pelícano en plata traído de Perú en 1766 para la iglesia de Santa Marina de Ochandiano; labrado en bulto redondo, a tamaño natural y con las alas abiertas, se usaba como sagrario. Buena prueba de su singularidad es que en octubre de 2021 ha sido incluido por el Prado en su exposición Tornaviaje. Arte iberoamericano en España.
Uno de los atractivos más singulares del museo es la reconstrucción del taller de Eloy García, el último orfebre tradicional que trabajó en Bilbao, que reúne sus muebles y herramientas así como estampas y dibujos de diseños, piezas inacabadas... De la puerta del taller cuelga una bata de trabajo, como si en cualquier momento el platero fuese a entrar y retomar su tarea.

## Escape room
Desde 2019 el centro dispone de un Escape room, llamado La abadía de Atxuri, que plantea unos enigmas interactivos.